# Rhytiphora viridescens
Rhytiphora viridescens är en skalbaggsart som först beskrevs av Stefan von Breuning 1938.  Rhytiphora viridescens ingår i släktet Rhytiphora och familjen långhorningar. Inga underarter finns listade i Catalogue of Life.